# Abelova cena
Abelova cena je ocenění udělované každoročně norským králem vynikajícím matematikům. Cena byla zavedena v roce 2002 při příležitosti dvoustého narození norského matematika Nielse Henrika Abela a je pojmenována jeho jménem. Cílem ceny je propagace a zvyšování prestiže matematiky, zvláště mezi mládeží. Abelova cena je spolu s Fieldsovou medailí (jež je udělována jen mladým matematikům do 40 let) považována za nejvýznamnější ocenění v oboru matematiky.
O nositeli ceny každoročně rozhoduje komise pěti matematiků na norské akademii věd. Cena je navržena po vzoru Nobelovy ceny, která se neuděluje za matematiku. Norský stát pro cenu v roce 2001 založil fond v hodnotě 200 000 000 NOK (přes 600 milionů korun). Nositel ceny obdrží z tohoto fondu odměnu ve výši 6 milionů norských korun (téměř 19 milionů českých korun).

## Seznam oceněných
| Rok  | Nositel                               | Odůvodnění |
| ---- | ------------------------------------- | --- |
| 2003 | Jean-Pierre Serre                     | za klíčovou úlohu při vytváření dnešní podoby mnoha částí matematiky včetně topologie, algebraické geometrie a teorie čísel                                                                                |
| 2004 | Michael Atiyah a Isadore Singer       | za objev a důkaz po nich pojmenované věty, ve které se využívá topologie, geometrie a matematická analýza, a za jejich vynikající roli při spojování matematiky a teoretické fyziky                        |
| 2005 | Peter Lax                             | za průlomové příspěvky teorii a aplikaci parciálních diferenciálních rovnic a jejich výpočtů |
| 2006 | Lennart Carleson                      | za hluboké a klíčové příspěvky harmonické analýze a teorii hladkých dynamických systémů |
| 2007 | Srinivasa Varadhan                    | za zásadní příspěvky teorii pravděpodobnosti, zvláště za vytvoření sjednocené teorie velkých odchylek |
| 2008 | John Griggs Thompson a Jacques Tits   | za hluboké výsledky v oblasti algebry, zvláště za utváření moderní teorie grup |
| 2009 | Michail Gromov                        | za revoluční příspěvky geometrii |
| 2010 | John Tate                             | za rozsáhlý a trvající přínos teorii čísel |
| 2011 | John Milnor                           | za průkopnické objevy v topologii, geometrii a algebře |
| 2012 | Endre Szemerédi                       | za zásadní příspěvky diskrétní matematice a teoretické informatice s uznáním hlubokých a trvalých důsledků těchto příspěvků pro aditivní teorii čísel a ergodickou teorii                                  |
| 2013 | Pierre Deligne                        | za převratné příspěvky v oboru algebraické geometrie |
| 2014 | Jakov Sinaj                           | za příspěvek v oboru dynamických systémů, ergodické teorie a matematické fyziky |
| 2015 | John Forbes Nash a Louis Nirenberg    | za práci na parciálních diferenciálních rovnicích |
| 2016 | Andrew Wiles                          | za strhující důkaz Velké Fermatovy věty prostřednictvím teorému modularity pro semistabilní eliptické křivky, čímž otevřel novou éru teorie čísel                                                          |
| 2017 | Yves Meyer                            | za klíčovou roli v rozvoji matematické teorie waveletů |
| 2018 | Robert Langlands                      | za vizionářský program propojující teorii reprezentací s teorií čísel |
| 2019 | Karen Keskulla Uhlenbecková           | za průkopnické výsledky v oboru geometrických parciálních diferenciálních rovnic, kalibrační invariance a integrabilních systémů a za zásadní dopad její práce na analýzu, geometrii a matematickou fyziku |
| 2020 | Hilel Fürstenberg a Grigorij Margulis | za průkopnické využití metod pravděpodobnosti a dynamických systémů v teorii grup, teorii čísel a kombinatorice                                                                                            |
| 2021 | László Lovász a Avi Wigderson         | za zásadní přínos k teoretické informatice a diskrétní matematice a za vedoucí roli v jejich přeměně na klíčová pole moderní matematiky                                                                    |
| 2022 | Dennis Sullivan                       | za průlomové příspěvky topologii v nejširším smyslu a jmenovitě jejích algebraických, geometrických a dynamických aspektech                                                                                |
| 2023 | Luis Caffarelli                       | za zásadní přínos teorii regularit nelineárních parciálních diferenciálních rovnic včetně problému volného okraje a Mongeovy-Ampérovy rovnice                                                              |
| 2024 | Michel Talagrand                      | za průlomový přínos teorii pravděpodobnosti a funkcionální analýze s výjimečnými aplikacemi v matematické fyzice a statistice                                                                              |
| 2025 | Masaki Kašiwara                       | za zásadní přínos algebraické analýze a teorii reprezentací, zejména rozvoj teorie D-modulů a objev krystalových bází                                                                                      |